# Jardín de las Curiosidades
El jardín de las curiosidades es un parque lionés de 6000 m². Ubicado en el 5°  distrito de Lyon en las alturas de Saint-Just, al que podemos llegar a través de la plaza de Abbé Larue. También se conoce con el nombre de jardin de Montréal, Mirador Abbé Larue o Jardin de Belvédère.

## Historia
Cedido por la Ciudad de Montreal, con motivo del vigésimo aniversario de las relaciones de cooperación con Lyon, el parque abrió sus puertas al público en agosto de 2001. Los principales diseñadores son:
- El sscultor de Quebec Michel Goulet
- La Agencia de Montreal de la arquitectura y el diseño urbano fundado por Réal Lestage y Renée Daoust
- La Agencia Canadiense de Vlan Paisajes dirigida por Julie St. Arnault y Micheline Clouard

Este espacio también proporciona acceso a un antiguo Pista de baloncesto.

## Descripción
Más allá de la puerta doble de entrada, accedemos al mirador a través de un callejón algo curvo. El jardín está ordenado de acuerdo a las áreas temáticas:
- Un paseo rodeado de árboles de follaje ligero, donde descubrimos una hermosa vista sobre el Lycée Saint-Just
- Frente a la ciudad y la Saona, una terraza arenosa que toma los tejados rojizos de Lyon
- Un pequeño puente que recuerda el puente Jacques-Cartier que vincula Montreal a la orilla sur del río Saint Laurent
- Un espacio delimitado por un muro bajo que ofrece una vista panorámica del sur de Lyon
- Al norte una zona boscosa escarpada

El parque está compuesto por seis sillas, esculturas incrustadas en el suelo, obras de Michel Goulet, que aportan al lugar un toque poético. Las inscripciones que se encuentran allí sugieren maneras de contemplar lo real, lo ausente o imaginado.

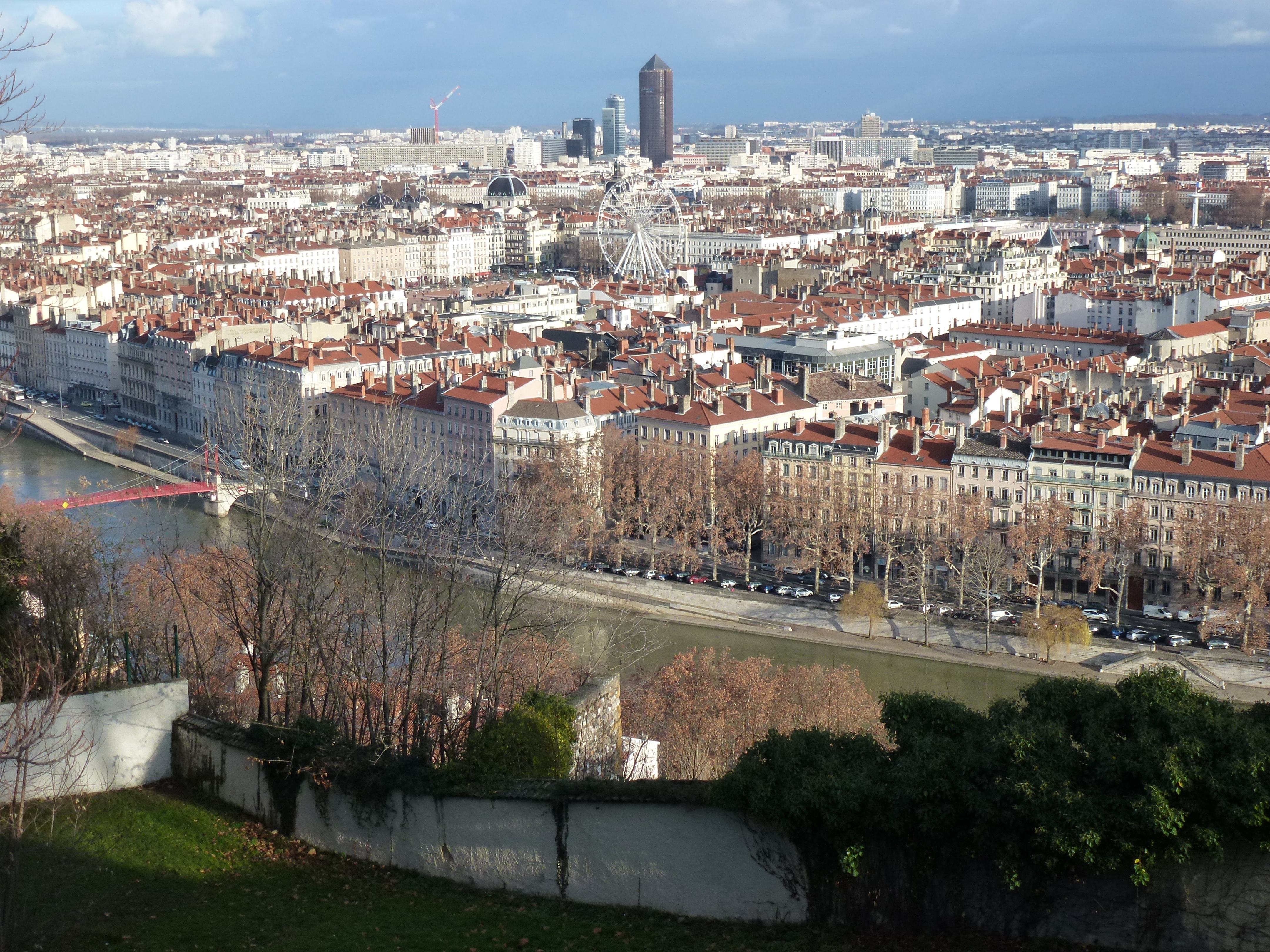
Vista de Lyon
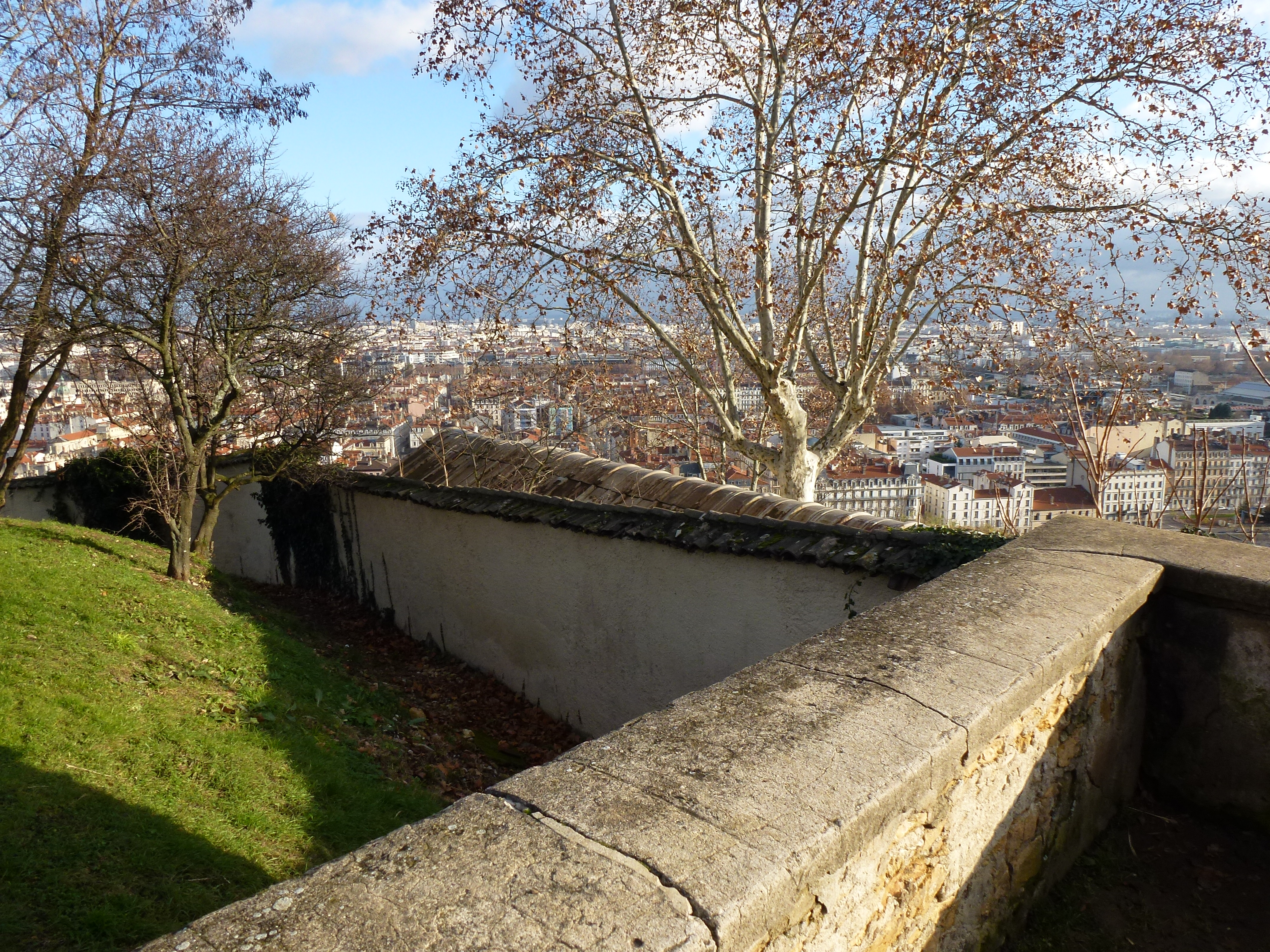
El muro
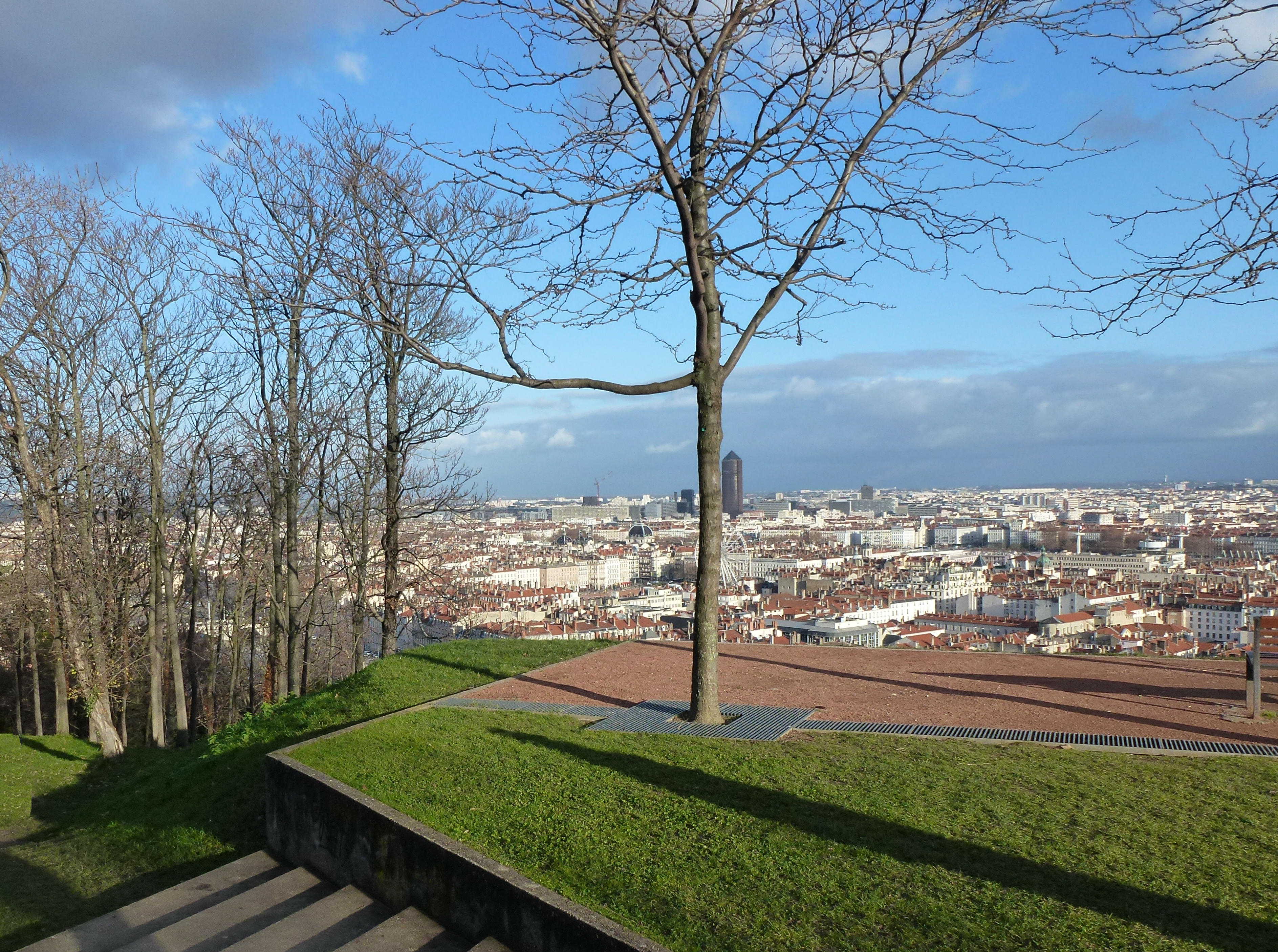
Espacio verde y mirador